# Faro di Mary Island
Il faro di Mary Island è un faro situato nel nordest di Mary Island, in Alaska, Stati Uniti.

## Storia
Costruito nel 1903, questo faro faceva parte di una serie di strutture edificate dal governo statunitense per aiutare le navi che solcavano le pericolose acque del cosiddetto Inside Passage. Nel 1937, la struttura in legno venne rimpiazzata da una in cemento. 
Dietro al faro si trovavano due case per i guardiani: una venne rimossa nel 1964, la seconda venne abitata dai quattro guardiani fino alla totale automazione del faro nel 1969, per poi essere rimossa l'anno successivo.
Oggi, ad eccezione di un gabinetto esterno, non si trovano altri edifici nei pressi del faro.
Nel 2005 questa struttura è entrata nel National Register of Historic Places degli Stati Uniti.

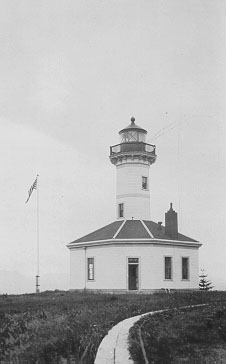
Il faro in legno del 1903.